# Drapeau de l'île de la Navasse
Le drapeau de l'île de la Navasse est le drapeau des États-Unis, pays ayant la souveraineté sur cette île mineure éloignée des États-Unis d'Amérique située dans les Caraïbes. Avant les revendications américano-haïtiennes, l'île n'était revendiquée par aucune autre nation. La première revendication a été celle des insurgés haïtiens avant l'indépendance de l'Empire d'Haïti. Ce dernier revendique les îles autour d'Haïti, y compris l'île de la Navasse, mais les américains, sous le Guano Islands Act, en revendiquent l'île. Depuis, l'île est sous le contrôle des américains bien qu'elle soit inscrite dans la constitution haïtienne comme leur appartenant. L'île arbore donc le drapeau américain et le drapeau local de la Navasse tandis que les haïtiens y attribuent leur drapeau national. Le drapeau représente la silhouette de l'île en vert sur une bande blanche représentant le ciel tandis que la bande bleue représente la mer.

## Historique
L'île de la Navasse, « Navaza » ou « Navassa » en espagnol, se situe à l'ouest du massif de la Hotte, à Haïti, entre l'île d'Hispaniola et la Jamaïque ; en 1504, Christophe Colomb se retrouve bloqué sur cette dernière et décide d'envoyer quelques membres de son équipage rejoindre l'île d'Hispaniola. En route, ces derniers découvrent l'île méconnue de la Navasse. Sans atout majeur, l'île n'est pas revendiquée et est délaissée pendant plus de trois siècles.

En 1804, Haïti déclare son indépendance envers l'Empire français, qu'elle obtiendra en 1825 sous le Royaume de France, pendant la Seconde Restauration. De cette déclaration d'indépendance naquirent de nombreuses constitutions revendiquant la souveraineté du jeune pays sur plusieurs îles alentour dont celle de la Navasse, bien que mentionnée pour la toute première fois en 1874. L'île prend alors le drapeau d'Haïti. L'île était déjà revendiquée en 1802 par les insurgés haïtiens.

Le drapeau des insurgés haïtiens en 1803 revendiquant l'île de la Navasse.
Le drapeau de l'Empire d'Haïti après son indépendance du royaume français en 1804, lors de la revendication de l'île.
Le drapeau haïtien en 1874 lors de la première mention de l'atoll dans la constitution.

Le drapeau des États-Unis de 1851 à 1858, en vigueur lors de la revendication de l'île par le capitaine américain Peter Duncan en 1857.

Cependant, quelques années avant la mention de l'île en tant que dépendance d'Haïti, un Américain, Peter Duncan, revendique l'île le 19 septembre 1857 en faisant valoir le Guano Islands Act de 1856 déclarant que chaque île où se situe un gisement de guano et n'appartenant à aucun autre État souverain peut être revendiqué par les États-Unis.

D'un point de vue international, l'île appartient aux États-Unis en tant qu'île mineure éloignée tandis qu'Haïti revendique la souveraineté sur l'île depuis la dernière constitution du pays en 1987, en tant que territoire du département de Grand'Anse.

Drapeau des États-Unis en vigueur depuis le 4 juillet 1960, drapeau officiel de l'île de la Navasse.
Drapeau d'Haïti depuis le 7 février 1986, date de la dernière constitution revendiquant l'île.

## Description
Le drapeau non-officiel est divisé en deux bandes ; une blanche en haut représentant le ciel et une bleue en bas représentant la mer des Caraïbes. Au milieu, juste au-dessus de la bande bleue, dans la blanche, la silhouette ou le relief de l'île de la Navasse, en vert ; à gauche du relief, le phare emblématique de l'île.